# CEPP
CEPP — это общепринятая в онкогематологии аббревиатура (акроним) названия одного из режимов химиотерапии. Предназначен для лечения агрессивных лимфом. В отличие от CHOP, этот режим не содержит доксорубицина или аналогичных антрациклинов, поэтому может применяться у пожилых больных и у больных с сердечно-сосудистыми заболеваниями. Существуют 2 варианта режима CEPP — с добавлением блеомицина — CEPP(B) и без — просто CEPP.
Также этот режим, в отличие от CHOP, не содержит винкристина и может применяться у больных с нейропатиями.
В комбинации с моноклональным антителом ритуксимабом этот режим химиотерапии называется R-CEPP(B).
Режим [R]-CEPP(B) состоит из:
1. Ритуксимаба — (R)ituximab — моноклонального антитела, способного уничтожать как здоровые CD20-несущие B-лимфоциты, так и злокачественные;
2. Циклофосфамида — (C)yclophosphamide — алкилирующего противоопухолевого препарата;
3. Этопозида — (E)toposide — ингибитора топоизомеразы из группы эпиподофиллотоксинов;
4. Прокарбазина — (P)rocarbazine — противоопухолевого препарата алкилирующего типа действия;
5. Преднизолона — (P)rednisone — глюкокортикоидного гормона, обладающего способностью вызывать апоптоз и лизис лимфоцитов, как нормальных, так и злокачественных;
6. Блеомицина — (B)leomycin — противоопухолевого антибиотика.

## Режим дозирования
| Лекарство                          | Доза      | Путь введения                             | Дни цикла |
| ---------------------------------- | --------- | ----------------------------------------- | --------- |
| Ритуксимаб — (R)ituximab           | 375 мг/м2 | Внутривенная инфузия                      | День 1    |
| Циклофосфамид — (C)yclophosphamide | 600 мг/м2 | Внутривенная инфузия                      | Дни 1 и 8 |
| Этопозид — (E)toposide             | 70 мг/м2  | Внутривенная инфузия                      | Дни 1-3   |
| Прокарбазин — (P)rocarbazine       | 60 мг/м2  | Перорально в 4 приёма в разделённых дозах | Дни 1-10  |
| Преднизолон — (P)rednisolone       | 60 мг/м2  | Перорально в 4 приёма в разделённых дозах | Дни 1-10  |
| Блеомицин — (B)leomycin            | 10 IU/м2  | Внутривенно болюсно                       | День 1    |